# Naomi Livesay

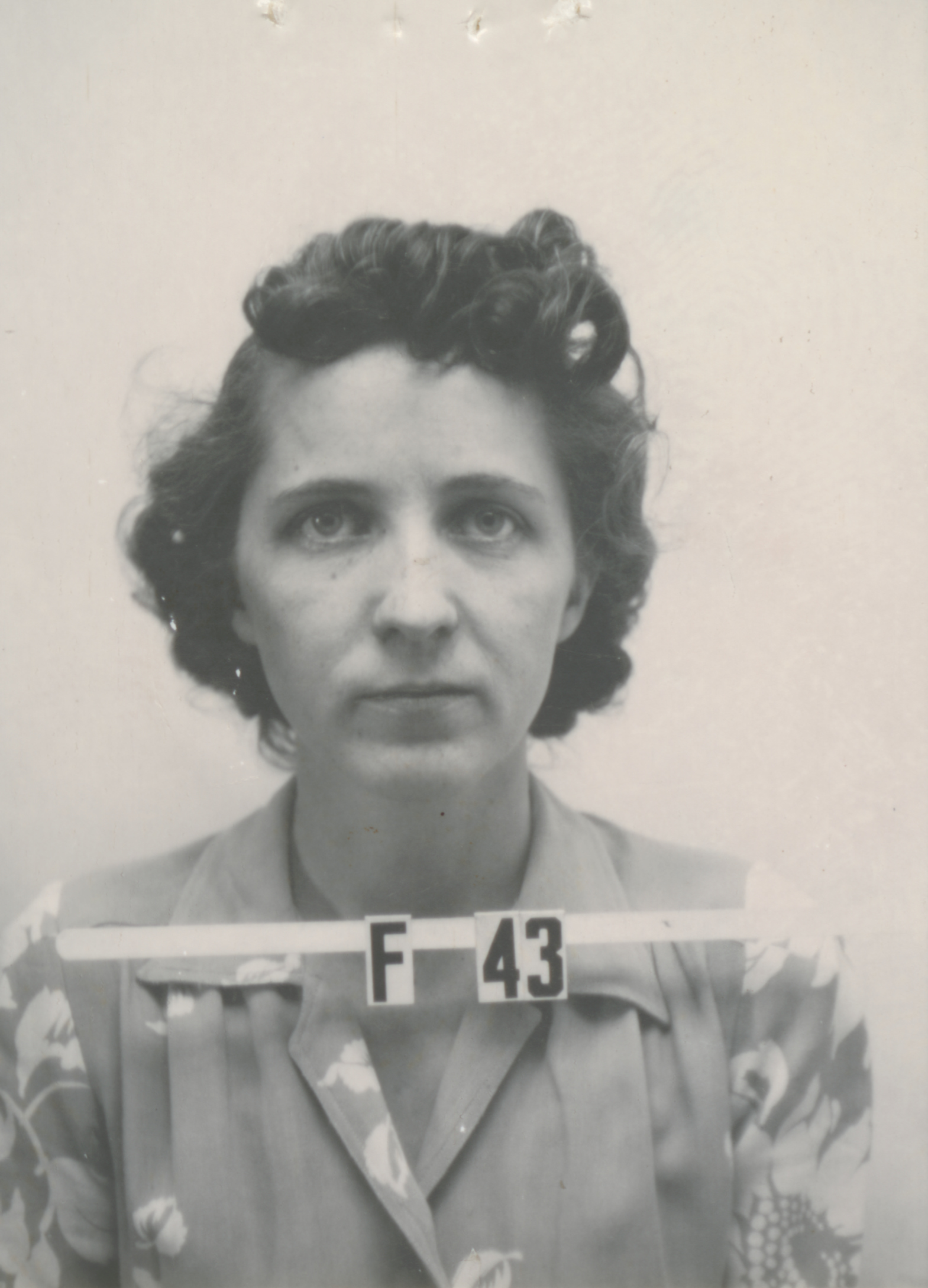
Die Mathematikerin und Computerprogrammiererin Naomi Livesay (1916–2001). Sammlung: Project Y Badge Photosca. 1943–1947 Bildnummer: 21-00007736 LA-UR-22-25508

Naomi M. Livesay (* 1916 in Montana, Vereinigte Staaten; † 2001 in Massachusetts, Vereinigte Staaten) war eine amerikanische Mathematikerin und Hochschullehrerin. Sie arbeitete in Los Alamos für eine Gruppe in der theoretischen Abteilung, die für die Durchführung von Berechnungen im Zusammenhang mit der Implosionstheorie verantwortlich war.

## Leben und Werk

### Ausbildung
Livesay studierte Mathematik am Cornell College in Iowa und erwarb dort einen Bachelor-Abschluss. An der University of Wisconsin erhielt sie 1939 einen Ph.M. in Mathematik. Danach bekam sie eine Stelle an der School of Public and International Affairs der Princeton University, wo sie an Statistiken über die Kosten staatlicher und lokaler Regierungen arbeitete. Während dieser Zeit wurde sie nach Philadelphia geschickt, um eine Ausbildung in der Bedienung und Programmierung elektrischer IBM-Rechenmaschinen zu absolvieren. Sechs Monate lang entwarf und implementierte Livesay mit Hilfe eines Assistenten Plug-Board-Programme, Lochkarten und transportierte Karten von einem Automaten zum anderen.
Nachdem Livesay ein Stipendium der Rockefeller Foundation für das Studium der Pädagogik an der University of Chicago erhalten hatte, begann sie im Herbst 1940 mit der Lehrtätigkeit an der University of Illinois.

### Programmiererin in Los Alamos
Im Herbst 1943 erhielt Livesay einen Brief von dem amerikanischen Physiker Joseph Hirschfelder, der ihr eine Stelle bei einem militärischen Projekt anbot. Nachdem sie ihre Sicherheitsfreigabe erhalten hatte, reiste sie im Februar 1944 nach Los Alamos. Hirschfelders Gruppe hatte an dem Waffenmodell für Plutonium gearbeitet, aber als Livesay in Los Alamos ankam, war dieses Projekt beendet. Livesay wurde jedoch von Richard Feynman gebeten, mit einer anderen theoretischen Gruppe zusammenzuarbeiten und die vorhergesagte Schockwelle einer Implosionsbombe zu berechnen. Da diese Gruppe IBM-Maschinen verwenden würde, war Livesay eine qualifizierte und ideale Kandidatin. Zu ihren Aufgaben gehörte die Aufsicht über das Team, das die IBM-Maschinen 24 Stunden am Tag in Betrieb hielt, sowie die Durchführung von Handberechnungen, um die Maschinen auf etwaige Fehler zu überprüfen. Stan Frankel, Eldred Nelson und Livesay entwickelten das erste Programm zur Lösung des Satzes hydrodynamischer Gleichungen auf den PCAMs im Februar und März 1944.

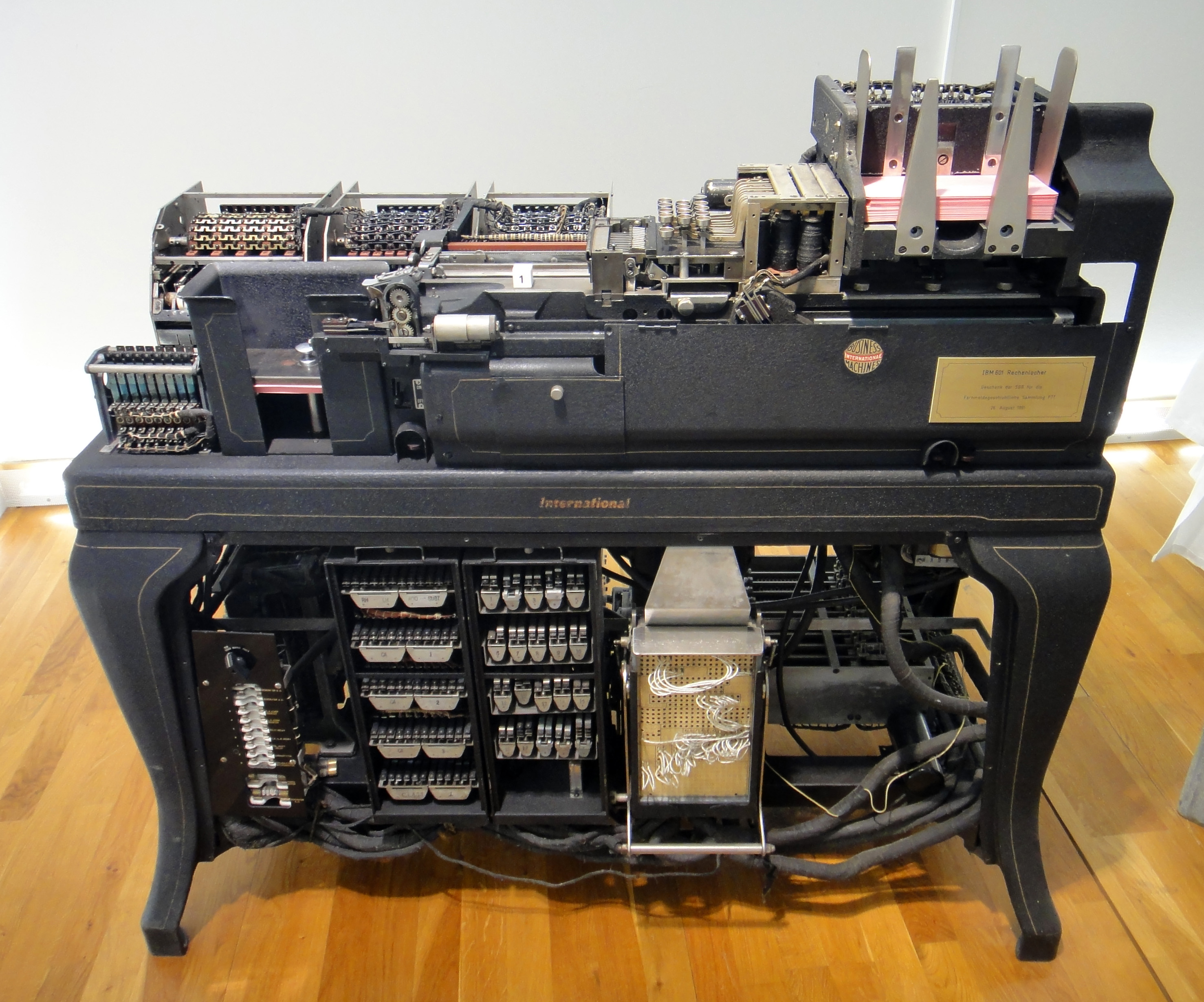
IBM 601 Multiplying Punch (1931)

Feynman half beim Aufbau der ersten IBM-Lochkartenmaschinen des Labors. Der Historiker Nic Lewis erklärt: Der 601 Multiplying Punch war das Herzstück der Lochkartenoperation in Los Alamos und führte den Großteil der Berechnungen für die Implosionswaffe durch. Die Mathematikerin Naomi Livesay programmierte die Maschinen und leitete ihre Bediener, die größtenteils Mitglieder des Special Engineer Detachment (SED) der Armee waren.
Im Sommer 1944 stellte Livesay die Mathematikerin Eleanor Ewing als ihre Assistentin ein. Schon bald leitete sie ein Team, das Berechnungen durchführte, um die Druckwelle der konventionellen Explosion durch das spaltbare Material im Kern der Bombe zu verfolgen und dann die Schockwelle der Spaltungsdetonation wieder nach außen zu verfolgen. Da diese Berechnungen für diese Entwicklungsphase so wichtig waren, wurden sie unter extremem Zeitdruck in 24-Stunden-Schichten an sechs Tagen in der Woche durchgeführt.
Livesay war eine Expertin im Umgang mit IBM-Maschinen, eine Fähigkeit, die den meisten anderen im Computerlabor fehlte. Sie arbeitete an den Berechnungen, die die mathematische Grundlage für Implosionssimulationen bildeten, die schließlich zur erfolgreichen Detonation der am 16. Juli 1945 getesteten Atombombe führten.
Während ihrer Zeit in Los Alamos traf Livesay berühmte dort tätige Persönlichkeiten der Wissenschaft, u. a. Niels Bohr. Wie viele junge Leute, die in Los Alamos arbeiteten, lernte Livesay ihren zukünftigen Ehemann während der Arbeit an dem Projekt kennen. Im Oktober 1945 heiratete sie den britischen Kernphysiker Anthony French. In ihren Flitterwochen fuhren sie in einem Auto durch den Nordwesten, das sie von ihrem Kollegen Klaus Fuchs gekauft hatten, der später wegen Spionage verurteilt wurde.
1946 zog sie mit ihrem Ehemann für sieben Jahre nach England. Während dieser Zeit war Livesay kurzzeitig im öffentlichen Dienst tätig, bevor sie ihre beiden Kinder zur Welt brachte. Anschließend kehrte die Familie in die USA zurück. Ihr Ehemann arbeitete in der Physikabteilung der University of South Carolina. 1953 unterrichtete Linsay ein Jahr lang Mathematik am Columbia College, bevor sie sich entschied, ihre Kinder großzuziehen.
Livesay starb 2001 im Alter von 84 Jahren.